# سیارک ۴۵۳۹
سیارک ۴۵۳۹ (به انگلیسی: 4539 Miyagino، نامگذاری:1988VU1) چهار هزار و پانصد و سی و نهمین سیارک کشف شده‌است که در ۸ نوامبر ۱۹۸۸ کشف شد.
قدر مطلق سیارک برابر ۱۲٫۵۰ است.